# Glossaire des surfaces
Application de Gauss : application différentiable sur les surfaces
Axe de symétrie : droite d'une symétrie axiale laissant globalement invariante la surface.
Calcul différentiel : étude des variations au premier ordre d'une fonction définie sur une surface, analogue au calcul différentiel sur R^2.
Contact d'ordre 1 : un point commun P à deux surfaces {\displaystyle \Sigma _{1}} et {\displaystyle \Sigma _{2}} ayant en P le même plan tangent.
Contact d'ordre 2 : un point commun P à deux surfaces {\displaystyle \Sigma _{1}} et {\displaystyle \Sigma _{2}} ayant en P le même plan tangent et la même seconde forme fondamentale.
Courbure de Gauss : produit des deux courbures principales.
Courbure moyenne : demi-somme des deux courbures principales.
Courbures principales : valeurs propres de l'endomorphisme de Weingarten.
Directrice : droite du plan tangent {\displaystyle T_{P}\Sigma }, vecteur propre de l'endomorphisme de Weingarten. Notion particulièrement significative lorsque la courbure de Gauss est négative ; dans ce cas, tangente à la trace sur {\displaystyle T_{P}\Sigma } de {\displaystyle \Sigma }.
Endomorphisme de Weingarten : différentielle de l'application de Gauss ; endomorphisme symétrique de l'espace tangent.
Enveloppe : surface tangente à une famille de plans vectoriels.
Forme d'aire : forme différentielle naturelle sur la surface {\displaystyle \Sigma }.
Géodésique : Courbe tracée sur la surface {\displaystyle \Sigma } et minimisant du moins localement la distance entre deux points.
Paramétrage : Immersion d'un ouvert {\displaystyle \Omega } dans {\displaystyle R^{3}}.
Plan tangent : en P, l'espace vectoriel des vecteurs vitesse des courbes tracées sur {\displaystyle \Sigma } passant par P.
Polyèdre : Intersection compacte d'une famille de demi-espaces, ou frontière de cette intersection ; surface polygonale fermée et compacte.
Première forme fondamentale : écriture dans des coordonnées locales de la métrique euclidienne.
Propriété métrique : Propriété faisant intervenir les notions de distance, aire, volume, ...
Seconde forme fondamentale : forme quadratique associée à l'endomorphisme de Weingarten.
Surface d'égale pente : enveloppe des plans tangents à une courbe dont la normale fait un angle donné avec la verticale.
Surface implicite : surface de niveau d'une fonction différentiable pour une valeur régulière.
Surface orientée : surface munie d'une orientation.
Surface paramétrée : Donnée d'une immersion d'un ouvert de {\displaystyle \mathbb {R} ^{2}} dans {\displaystyle R^{3}} ; par extension, toute application différentiable. Terminologie à manipuler avec précaution.
Surface polygonale : Donnée d'un ensemble de polygône dans l'espace s'intersectant deux à deux suivant des arêtes.
Surface réglée : surface réunion d'une famille de droites.
Symétrie de rotation : Groupe à un paramètre de rotations laissant globalement invariante la surface. Droite commune de ces rotations.
Trace : Intersection de deux surfaces.

## Autres lexiques mathématiques
- Lexique de la géométrie riemannienne
- Lexique de la géométrie symplectique
- Glossaire de topologie